# لامعی گرگانی
لامعی گرگانی شاعر ایرانی سده پنجم هجری است.
لامعی گرگانی متخلص به لامعی، در بکرآباد گرگان به دنیا آمد. لامعی ستایشگر خواجه نظام‌الملک، وزیر آلپ‌ارسلان (۴۵۵–۴۶۵ هـ. ق) بود و پیش از وی عمیدالملک کندری را ستایش گفته بود. پس از دوره آلپ‌ارسلان از لامعی شعری در دست نیست و از این روی عده‌ای قول بعضی از تذکره‌نویسان را که وی را شاگرد امام محمد غزالی (۵۰۵ هـ. ق) دانسته‌اند، اشتباه می‌دانند. وی از شاعران دوره اول غزنوی پیروی می‌کرد و گاه بعضی از قصیده‌های آن‌ها را پاسخ می‌گفت. لامعی در اشعار خود از ترکیب‌های متعدد عربی و تشبیه‌ها استفاده کرده است. او در تشبیه‌ها از منوچهری دامغانی و در سرودن اشعار بلند و وصف طبیعت از فرخی سیستانی و عنصری بلخی پیروی می‌کرد و با برخی از شاعران مانند برهانی، سوزنی، جمالی مهریجردی و عمعق بخاری مشاعره و مناظره داشت. برای نخستین بار سعید نفیسی دیوان لامعی گرگانی را ویرایش کرد.
وی بنابر شیوه شاعران و ادیبان همعصر خود، به ادب عرب توجه خاصی نشان داده و برخی از مضامین شعری خود را از شاعران عرب گرفته است. تأثیرپذیری این شاعر از شعر عرب به چند گونه نمود و بروز پیدا کرده است. برخی از قصاید لامعی بر اساس ساخت و بافت قصاید جاهلی سروده شده و یا مفاهیم و تصاویر شعری شعرای عرب را در شعر خود اقتباس کرده است. علاوه بر آن اصطلاحات، ترکیبات، جملات عربی، نام شاعران، معاریف ادب عرب، عرایس شعر عرب را در جای جای دیوان خود به کار برده است.